# Ranica
Ranica is een gemeente in de Italiaanse provincie Bergamo (regio Lombardije) en telt 5984 inwoners (31-12-2004). De oppervlakte bedraagt 4,2 km², de bevolkingsdichtheid is 1453 inwoners per km².

## Demografie
Ranica telt ongeveer 2326 huishoudens. Het aantal inwoners steeg in de periode 1991-2001 met 1,7% volgens cijfers uit de tienjaarlijkse volkstellingen van ISTAT.
| Jaar | Inwoneraantal |
| ---- | ------------- |
| 1991 | 5723          |
| 2001 | 5820          |
| 2004 | 5984          |

## Geografie
De gemeente ligt op ongeveer 293 meter boven zeeniveau.
Ranica grenst aan de volgende gemeenten: Alzano Lombardo, Gorle, Ponteranica, Scanzorosciate, Torre Boldone, Villa di Serio.